# Gefährder
Als Gefährder werden in Deutschland im Recht der Gefahrenabwehr solche Personen bezeichnet, die weder Handlungs- noch Zustandsstörer sind, bei denen aber „bestimmte Tatsachen die Annahme der Polizeibehörden rechtfertigen, dass sie Straftaten von erheblicher Bedeutung, insbesondere solche im Sinne des § 100a der Strafprozessordnung (StPO), begehen“ werden. Diese 2004 von der Arbeitsgemeinschaft der Leiter der Landeskriminalämter und des Bundeskriminalamts festgelegte Begriffsbestimmung ist im deutschen Polizeirecht nicht gesetzlich verankert.
Eine bundeseinheitliche verbindliche Definition des Gefährderbegriffes könnte nur nach vorheriger Änderung des Grundgesetzes erfolgen, weil die Gesetzgebungskompetenz für das allgemeine Polizei- und Ordnungsrecht gem. Art. 30, Art. 70 GG bei den Bundesländern liegt.
Die Begriffe Gefährder und relevante Person entstammen der polizeifachlichen Terminologie und finden Anwendung im Bereich der politisch motivierten Kriminalität (PMK).

## Bedeutung
Bekannt wurde der Begriff durch den damaligen Bundesinnenminister Wolfgang Schäuble in einem Spiegel-Interview vom 7. Juli 2007, in dem er gesetzliche Grundlagen zur restriktiven Behandlung solcher Gefährder forderte. Gefährder sollten wie Kombattanten nach dem Kriegsvölkerrecht behandelt und interniert werden. Die Rechtsgrundlage entspreche etwa dem Unterbindungsgewahrsam, mit dem Hooligans aus dem Verkehr gezogen würden.
Bundesinnenminister (2011–2013) Hans-Peter Friedrich (CSU) umriss den Begriff folgendermaßen: Gefährder seien „Personen, bei denen Tatsachen die Annahme rechtfertigen, dass sie erhebliche Straftaten begehen könnten“, was auch einen Anschlag mit einschließe. Laut einer Verlautbarung von Friedrich im September 2011 gibt es in Deutschland annähernd 1000 Personen, die man als mögliche islamistische Terroristen bezeichnen könnte. Von diesen würden wiederum 128 als Gefährder eingestuft. Ungefähr 20 dieser Gefährder seien zudem eindeutig zur Ausbildung in einem Terrorcamp gewesen. Am 10. September 2016 teilte der Bundesinnenminister Thomas de Maizière mit, die Zahl der in Deutschland lebenden Gefährder sei mit 520 Personen so hoch wie nie zuvor. De Maizière sprach auch von rund 360 Personen, die man als relevante Personen führt. Eine Person ist als relevant anzusehen, wenn sie innerhalb des extremistischen/terroristischen Spektrums die Rolle (a) einer Führungsperson, (b) eines Unterstützers/Logistikers, (c) eines Akteurs einnimmt und objektive Hinweise vorliegen, die die Prognose zulassen, dass sie politisch motivierte Straftaten von erheblicher Bedeutung, insbesondere solche im Sinne des § 100a StPO, fördert, unterstützt, begeht oder sich daran beteiligt, oder (d) es sich um eine Kontakt- oder Begleitperson eines Gefährders, eines Beschuldigten oder eines Verdächtigen einer politisch motivierten Straftat von erheblicher Bedeutung, insbesondere einer solchen im Sinne des § 100a StPO, handelt.
| Politisch motivierte Kriminalität | Gefährder |
| --------------------------------- | --------- |
| links                             | 6         |
| rechts                            | 71        |
| ausländische Ideologie            | 24        |
| religiöse Ideologie               | 596       |
| nicht zuzuordnen                  | 0         |

Im Dezember 2017 berichteten die Medien, 720 Personen seien durch deutsche Sicherheitsbehörden als islamistische Gefährder eingestuft. Darunter seien „mehrere Dutzend“ Frauen und Jugendliche, insgesamt ein „niedriger einstelligen Prozentanteil“ an Frauen und Minderjährigen.
Im Juli 2019 erklärte Sabine Leutheusser-Schnarrenberger in einem Gastbeitrag in Der Spiegel, dass die Hetze Rechtsextremer in offenen Terror umschlage und in Deutschland „organisierte und hochgerüstete rechtsextreme Netzwerke“ agieren. Als notwendige Maßnahmen nannte sie neben einer Bündelung der Verfassungsschutzämter auch eine „aktive Gefährderansprache in der rechten Szene“, wie sie „in der Hooligan- und Islamistenszene […] bereits seit Jahren erfolgreich angewandt“ werde.
Nach Angabe des Bundeskriminalamts waren per Stichtag 15. Oktober 2019 insgesamt 681 islamistische, 43 rechtsextremistische sowie fünf linksextremistische Gefährder bekannt.
Laut Bundeskriminalamt sind mit Stand 1. April 2025 insgesamt 575 Menschen aus Deutschland als Gefährder eingestuft. Die größte Gruppe der Gefährder (458 Menschen) sind demnach Menschen aus dem Bereich „religiöse Idelogie“.

## Prognosemethoden
Laut Medienberichten verwenden das BKA und andere Polizeibehörden intern ein achtstufiges Prognose-Modell zur Einschätzung der Gefahr; bei Stufe 1 ist mit dem Eintritt eines gefährdenden Ereignisses zu rechnen, während dieses bei Stufe 8 ausgeschlossen werden kann. Anis Amri, der Attentäter vom Breitscheidplatz, wurde zuvor in diesem Modell in Stufe 5 eingeordnet – der Eintritt eines gefährdenden Ereignisses wurde also als eher unwahrscheinlich angesehen.
Der Journalist Kai Biermann und der Linguist Martin Haase kritisierten den Begriff auf ihrem Blog Neusprech: „Gefährder“ seien im juristischen Sinne nicht einmal Verdächtige, da gegen sie keine konkreten Hinweise vorliegen, seien also letztlich Unschuldige. Der Begriff gerät in Konflikt mit der Unschuldsvermutung, wenn „Gefährder“ behandelt würden wie Verdächtige oder Straftäter, wie von manchen Politikern gefordert wird. So forderte Christian Lindner (FDP) nach dem Anschlag vom Breitscheidplatz in Berlin, „Gefährdern“ elektronische Fußfesseln anzulegen.
Eine Software zur Einstufung der Gefährlichkeit einer Person, „Radar“ genannt, soll zunächst in einzelnen Bundesländern, ab Sommer 2017 bundesweit von Staatsschutzbehörden eingesetzt werden.

## Maßnahmen
Die polizeiliche Einstufung als Gefährder alleine rechtfertigt keinerlei Eingriffsmaßnahmen und löst sie auch nicht aus. Es handelt sich ausschließlich um eine polizeiinterne Klassifizierung. Vielmehr muss bei jeder beabsichtigten staatlichen Eingriffsmaßnahme im Einzelfall geprüft werden, ob die entsprechenden tatbestandlichen Voraussetzungen erfüllt sind.

### Gefährderansprache
Die Polizei kann bei bekannten Gefährdern eine informelle Gefährderansprache durchführen, um deren weiteres Verhalten zu beeinflussen. Die individuelle Ansprache soll signalisieren, dass „polizeiliches Interesse an seiner Person besteht, die Gefährdungslage bei der Polizei registriert wird und die Lage ernst genommen wird“. Im Bereich Jugendkriminalität soll sie zudem die jugendtypische Normunsicherheit durch Grenzsetzung und Aufzeigen möglicher Konsequenzen beeinflussen. Dem potentiellen Täter soll ein erhöhtes Tatentdeckungsrisiko deutlich gemacht werden. Das Gespräch soll ferner Informationen liefern, die für das weitere polizeiliche Handeln von Bedeutung sind.
Eine Gefährderansprache, die in den Schutzbereich der allgemeinen Handlungsfreiheit des Art. 2 Abs. 1 GG eingreift, bedarf einer gesetzlichen Ermächtigungsgrundlage.

### Polizeiliche Eingriffsbefugnisse
Einzelne Landespolizeigesetze wie beispielsweise § 1 Abs. 3 ASOG (Berlin) haben die polizeilichen Aufgaben um die Verhütung von Straftaten und die Vorsorge für die Verfolgung von Straftaten (vorbeugende Bekämpfung von Straftaten) erweitert. Als erstes Bundesland hat der Freistaat Bayern den Begriff der „drohenden Gefahr“ in sein Polizeiaufgabengesetz übernommen, die unter bestimmten Voraussetzungen auch einzelne polizeiliche Standardmaßnahmen zulässt.
Am 9. Juni 2017 wurde mit § 20z BKAG die elektronische Aufenthaltsüberwachung erstmals bundesgesetzlich geregelt, um bestimmte Personen durch die Überwachung und die Datenverwendung von der Begehung einer Straftat abzuhalten. Die Regelung findet sich seit dem 25. Mai 2018 inhaltsgleich in § 56 BKAG.

### Ausländerrecht
Bei der Diskussion um den Umgang mit den sogenannten Gefährdern geht es auch um die Abschiebung von ausländischen Extremisten. Gegen einen als gefährlich eingestuften Ausländer können nach § 58a AufenthG die obersten Landesbehörden – und im Falle eines besonderen Interesses auch das Bundesministerium des Innern – eine Abschiebungsanordnung erlassen. In einem Urteil vom 13. Juli 2017 bestätigte das Bundesverwaltungsgericht, dass § 58a AufenthG formell und materiell verfassungsgemäß ist. Zwar wurde § 58a AufenthG im Jahr 2004 eingeführt, kam aber lange nicht zur Anwendung, weil er als „untauglich“ galt.
Im Juli 2017 wurde das Gesetz zur besseren Durchsetzung der Ausreisepflicht erlassen, wonach Gefährder leichter in Abschiebehaft genommen und verpflichtet werden können, eine elektronische Fußfessel zu tragen.
Ein Gesetzentwurf der AfD-Fraktion „zum Schutz der Bevölkerung vor ausländischen Gefährdern“ ist im Bundestag auf breite Ablehnung gestoßen.

## Kritik
Der mangelhafte Informationsaustausch innerhalb der Europäischen Union über islamistische Gefährder wird kritisiert, was darauf zurückgeführt wird, dass man sich bisher auf keine gemeinsame Definition eines Gefährders verständigen konnte. Die europäischen Geheimdienste haben in den vergangenen Jahren in Den Haag eine gemeinsame Datenbank und Austauschplattform zu islamistischen Gefährdern innerhalb der sogenannten Counter Terrorism Group (CTG) aufgebaut. Erschwerend im Informationsaustausch sind datenrechtliche Unterschiede in den Mitgliedsländern darüber, welche Informationen überhaupt geteilt werden dürfen.
Der Gefährder-Begriff wird europaweit zum Teil kontrovers diskutiert: Dabei wird nicht nur das sogenannte „Pre-Crime-Recht“ historisch nachvollzogen, sondern auch mögliche Fehler bei der algorithmischen Einstufung, der Konsequentialismus der internen Logik, sowie die Auswirkungen auf Rechtssicherheit und Rechtsschutz für Betroffene reflektiert.

## Verwendung des Begriffs in Österreich
Im österreichischen Recht wird der Begriff Gefährder in vier unterschiedlichen Bereichen Sicherheitspolizeigesetzes (SPG) verwendet:
- § 49b SPG: Menschen, die bestimmte Verwaltungsübertretungen begangenen haben und von denen „auf Grund bestimmter Tatsachen anzunehmen ist, dass sie auch im Zusammenhang mit künftigen Sportgroßveranstaltungen solche Verwaltungsübertretungen begehen werden“.
- § 38a SPG: ein Mensch, „von dem auf Grund bestimmter Tatsachen, insbesondere wegen eines vorangegangenen gefährlichen Angriffs, anzunehmen ist, dass er einen gefährlichen Angriff auf Leben, Gesundheit oder Freiheit begehen werde“. (Siehe auch: Gewaltschutzgesetz#Österreich).
- § 53 Absatz 3b SPG: ein Mensch, von dem „auf Grund bestimmter Tatsachen anzunehmen“ ist, dass von ihm „eine gegenwärtige Gefahr für das Leben, die Gesundheit oder die Freiheit eines anderen Menschen“ ausgeht.
- § 49d SPG: ein Mensch, „von dem aufgrund bestimmter Tatsachen, insbesondere wegen vorangegangener Verwaltungsübertretungen nach Art. III Abs. 1 Z 4 EGVG, § 3 Abzeichengesetz 1960 oder § 3 Symbole-Gesetz, anzunehmen ist, er werde einen verfassungsgefährdenden Angriff gemäß § 6 Abs. 2 Z 1 bis 3 PStSG begehen“.